# Korolev (cráter)
Korolev es un gran cráter de impacto lunar del tipo denominado llanura o cuenca amurallada. Recibe su nombre del ingeniero aeroespacial soviético especializado en cohetes Serguéi Koroliov (1907-1966). Se encuentra en la cara oculta de la Luna, y la parte norte de su suelo cruza el ecuador lunar. Entre los cráteres cercanos notables se incluyen Galois apenas al sureste, Das al sur-sureste, Doppler unido al borde meridional, y Kibal'chich al noreste. El sistema de marcas radiales del cráter Crookes (situado hacia el suroeste) cubre parte de la cuenca.
El borde exterior de Korolev está considerablemente desgastado y erosionado, con una multitud de pequeños cráteres que  sobre su brocal y la pared interna. El suelo interior es relativamente plano en comparación con el terreno circundante, pero está marcado con muchos cráteres de diferentes tamaños. El más notable de estos cráteres interiores es Korolev M en la parte sur de la plataforma interior, y Korolev D junto al borde en su sector noreste.
|  |  |

Dentro del interior de Korolev aparecen los restos de un segundo anillo interno, situado aproximadamente a la mitad del diámetro de la pared externa y más visible en su mitad oriental, donde forma un arco curvado de crestas a través del fondo del cráter. En el punto medio de la formación no hay nada que se asemeje a un pico central. Sin embargo, los cráteres Korolev B, Korolev T y Korolev L se encuentran dentro del diámetro del anillo interior.
Hasta su nombramiento formal en 1970 por la UAI, el cráter era conocido como "Cuenca XV".
Korolev se encuentra al sur de la Cuenca Dirichlet-Jackson, de tamaño similar.

## Vistas

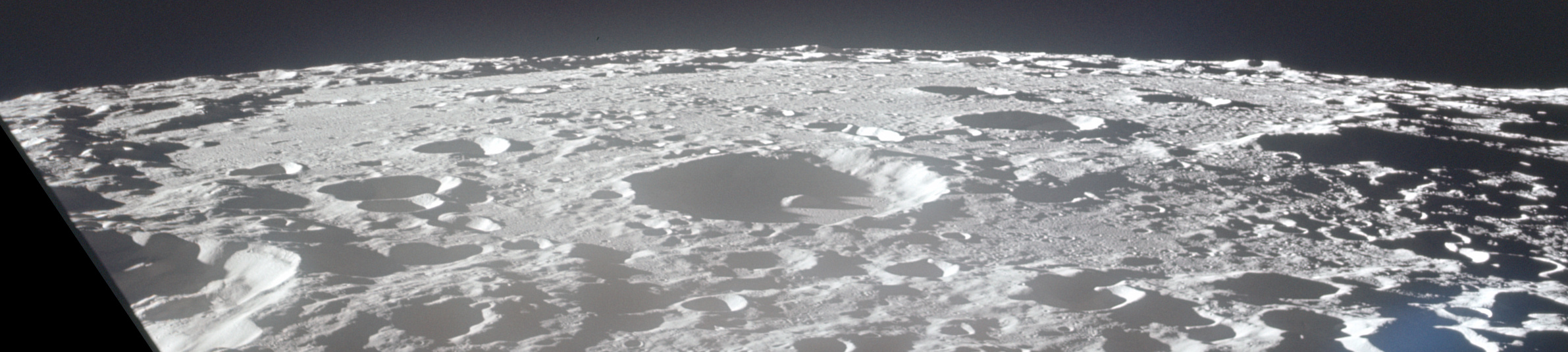
Vista oblicua de la cuenca de 437 km de diámetro de Korolev, tomada por el Apolo 17 en 1972, mirando al norte

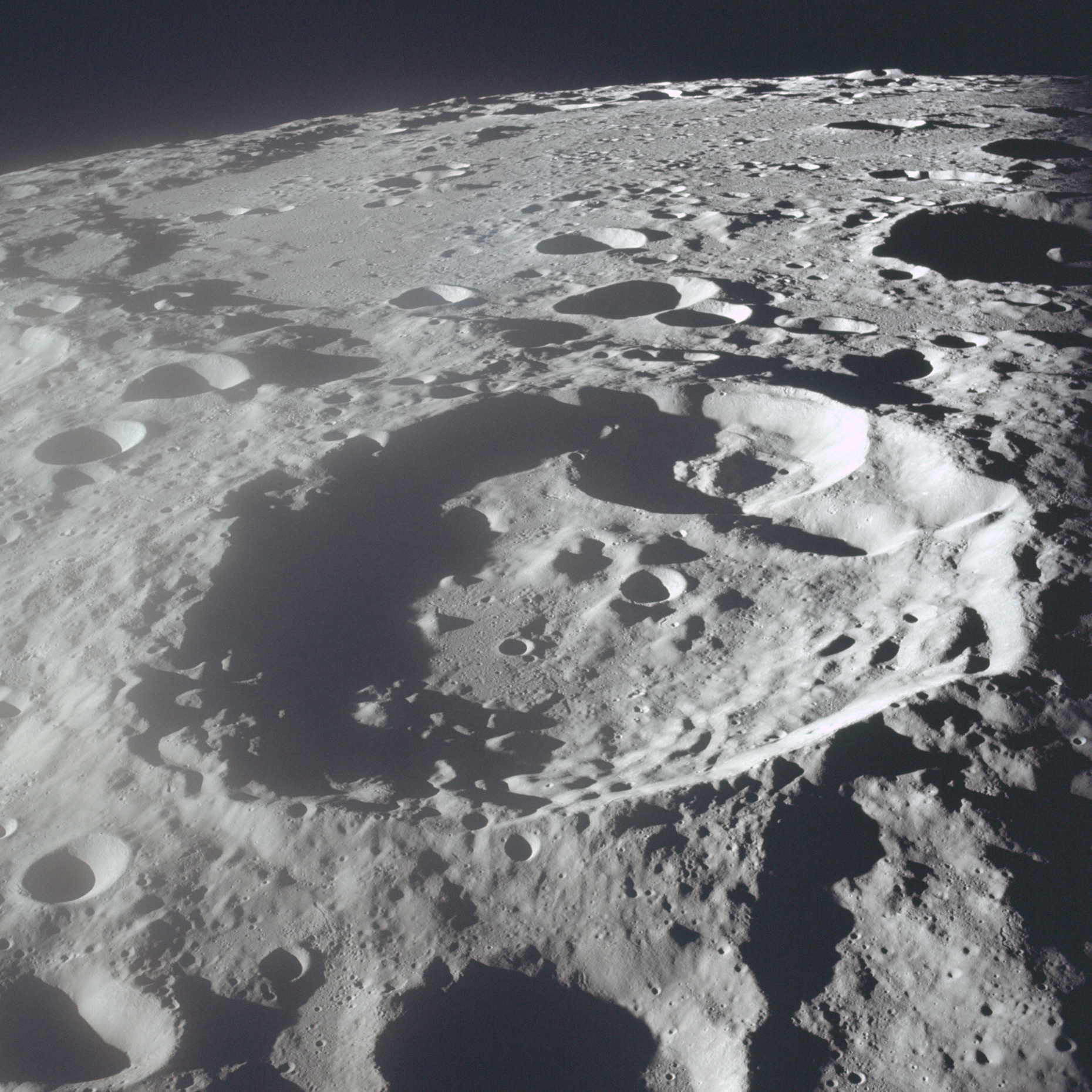
Vista oblicua Apolo 17

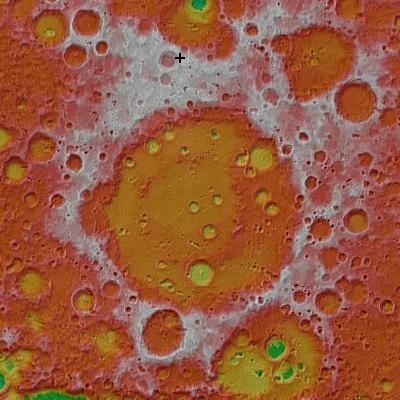
Fotografía de la misión LRO (colores virtuales)

## Cráteres satélite
Por convención estos elementos son identificados en los mapas lunares poniendo la letra en el lado del punto medio del cráter que está más cercano a Korolev.
|         | \| Korolev \| Coordenadas \| Diámetro \| \| ------- \| -------------------------------- \| -------- \| \| B \| 3°40′S 156°17′O / -3.66, -156.29 \| 21 km \| \| C \| 0°44′S 153°13′O / -0.73, -153.22 \| 66 km \| \| D \| 0°29′S 151°45′O / -0.48, -151.75 \| 24 km \| \| E \| 3°26′S 153°23′O / -3.43, -153.38 \| 37 km \| \| F \| 4°15′S 152°44′O / -4.25, -152.74 \| 30 km \| \| G \| 5°40′S 153°28′O / -5.67, -153.46 \| 12 km \| \| L \| 5°44′S 156°49′O / -5.74, -156.81 \| 31 km \| \| M \| 8°30′S 157°22′O / -8.50, -157.37 \| 57 km \| \| P \| 7°56′S 159°56′O / -7.93, -159.94 \| 18 km \| \| T \| 4°08′S 157°50′O / -4.14, -157.84 \| 22 km \| \| V \| 1°13′S 162°04′O / -1.21, -162.06 \| 19 km \| \| W \| 0°11′S 160°32′O / -0.18, -160.53 \| 31 km \| \| X \| 0°34′N 159°26′O / 0.56, -159.44 \| 27 km \| \| Y \| 0°31′S 158°27′O / -0.52, -158.45 \| 19 km \| \| Z \| 1°09′N 159°29′O / 1.15, -159.48 \| 17.7 km \| |          |
| Korolev | Coordenadas | Diámetro |
| B       | 3°40′S 156°17′O / -3.66, -156.29 | 21 km    |
| C       | 0°44′S 153°13′O / -0.73, -153.22 | 66 km    |
| D       | 0°29′S 151°45′O / -0.48, -151.75 | 24 km    |
| E       | 3°26′S 153°23′O / -3.43, -153.38 | 37 km    |
| F       | 4°15′S 152°44′O / -4.25, -152.74 | 30 km    |
| G       | 5°40′S 153°28′O / -5.67, -153.46 | 12 km    |
| L       | 5°44′S 156°49′O / -5.74, -156.81 | 31 km    |
| M       | 8°30′S 157°22′O / -8.50, -157.37 | 57 km    |
| P       | 7°56′S 159°56′O / -7.93, -159.94 | 18 km    |
| T       | 4°08′S 157°50′O / -4.14, -157.84 | 22 km    |
| V       | 1°13′S 162°04′O / -1.21, -162.06 | 19 km    |
| W       | 0°11′S 160°32′O / -0.18, -160.53 | 31 km    |
| X       | 0°34′N 159°26′O / 0.56, -159.44 | 27 km    |
| Y       | 0°31′S 158°27′O / -0.52, -158.45 | 19 km    |
| Z       | 1°09′N 159°29′O / 1.15, -159.48 | 17.7 km  |

El cráter satélite Korolev Z fue aprobado por la UAI el 25 de junio de 2017.